# Revelaciones
Revelaciones. Contacto extraterrestre y engaño humano (en el original en inglés Revelations: Alien Contact and Human Deception) es un ensayo sobre ufología escrito en 1991 por el astrofísico, ufólogo y experto en informática francés Jacques Vallée. Es el tercer volumen de su trilogía sobre contacto extraterrestre: Dimensiones, Confrontaciones, Revelaciones.
Concluyendo finalmente que la hipótesis extraterrestre era demasiada estrecha para abarcar los datos ovni, condujo su propia y extensa investigación global dando por resultado su trilogía del contacto extraterrestre.

## Sinopsis
En Revelaciones, el volumen final de la trilogía del contacto extraterrestre, el Dr. Jacques Vallée presenta una evidencia de que farsas bien elaboradas y manipulaciones de los medios han engañado a los investigadores ovni, desviándolos del fenómeno ovni en sí.
Vallée lleva a los lectores paso a paso a la intrincada red del lado oscuro de la ufología, en un esfuerzo por limpiar la espesa maleza que ha oscurecido la verdadera naturaleza del fenómeno ovni.

## Edición en castellano
- Jacques Vallée (2022). Revelaciones. Editorial Reediciones Anómalas. ISBN 978-84-09-43349-0.